# Silerini
Silerini, es una tribu de arañas araneomorfas, pertenecientes a la familia Salticidae.  Comprende un solo género que se distribuyen por el este de Asia: en China,  Corea,  Japón, Filipinas,  Vietnam y Sri Lanka.

## Géneros
- Siler Simon, 1889 (8 especies)